# Polinomi d'Ehrhart
En matemàtiques, un polítop enter té associat un polinomi d'Ehrhart que codifica la relació entre el volum del polítop i el nombre de punts enters que conté. La teoria dels polinomis d'Ehrhart es pot veure com una generalització del Teorema de Pick en el pla.

Aquests polinomis reben el seu nom en honor del matemàtic francès Eugène Ehrhart, que els va estudiar als anys 1960s.

## Definició
Informalment, si P és un politop i tP és el resultat d'expandir el politop P per un factor enter t, llavors L(P, t) és el número de punts enters que conté tP.

El Ehrhart Polinomi de l'interior d'un tancat convex polytope P pot ser computat mentre: